# Тушинский, Владимир Петрович
Владимир Петрович Тушинский (14 сентября 1976 года — 5 августа 2016 года) — российский серийный убийца, насильник и педофил. В период с сентября 2010 года по февраль 2014 года убил пять девочек и девушек в возрасте от 11 до 22 лет на территории Камчатского края. В средствах массовой информации получил прозвище «камчатский Чикатило».
Задержать преступника удалось 17 февраля 2014 года, ему было предъявлено обвинение в убийствах, а также в изнасиловании несовершеннолетней падчерицы. 19 февраля 2016 года Камчатский краевой суд приговорил его к пожизненному лишению свободы, Верховный Суд Российской Федерации оставил приговор без изменений. 5 августа 2016 года в перерыве между этапированием в колонию «Вологодский пятак» Тушинский умер.

## Биография

### Жизнь до убийств
Тушинский родился 14 сентября 1976 года.
В 1997 году был осуждён за кражу и нанесение побоев, по данным некоторых СМИ, в колонии получил прозвище «Лысый». После освобождения женился, вместе с женой и её дочерью от первого брака переехал в посёлок Пионерский Елизовского района; вскоре в семье также родился сын. Осенью 2009 года устроился машинистом топливоподачи в котельную № 3 ОАО «Камчатскэнерго» микрорайона «Моховая» Петропавловска-Камчатского.
По информации следствия, в 2005 году Тушинский изнасиловал свою 11-летнюю падчерицу Юлию, а затем четыре года продолжал принуждать её к сожительству. Девочка долгое время не решилась рассказать кому-либо о произошедшем. В 2009 году, когда падчерице исполнилось 16 лет, она переехала на материк, где жили родители её матери.

### Убийства
После отъезда падчерицы у Тушинского, как полагали следователи, из-за невозможности удовлетворить своё «патологическое сексуальное влечение» возникла ненависть к другим женщинам. Мужчина начал объезжать Петропавловск-Камчатский и его окрестности на своём автомобиле Toyota Hilux Surf в поисках одиноких девушек, внешне похожих на его падчерицу, а затем предлагал подвезти их, после чего душил или убивал с помощью ножа.
Первой жертвой Тушинского стала 22-летняя Ульяна Никифорова, работавшая продавщицей в одном из торговых центров Петропавловска-Камчатского; она была убита 12 сентября 2010 года. Преступник, использовавший нож, нанёс девушке множество ударов по лицу, телу и голове. Тело было обнаружено в высокой траве рядом с трассой, соединяющей Петропавловск-Камчатский и Елизово.
Следующее убийство Тушинский совершил через месяц. Вечером 10 октября 15-летняя Наталья Моисеева стояла на остановке «БАМ» в ожидании автобуса, где её и увидел преступник. Незадолго до исчезновения школьница позвонила родителям и сказала, что не может уехать домой, потому что нет автобуса; через 20 минут её мобильный телефон уже был вне зоны доступа. Останки девочки были найдены спустя два года женщиной, отправившейся за грибами в микрорайоне «Моховая».
18 ноября 2010 года преступник убил 11-летнюю Ольгу Беспрозванную, ученицу средней школы в Елизове, а затем захоронил её труп. Родители девочки заявили в органы внутренних дел о её исчезновении после того, как она не вернулась домой в поселок Двуречье после окончания учебного дня. Несколько недель полицейские и волонтёры искали школьницу, но смогли обнаружить только её мобильный телефон, разломанный на части.
9 января 2011 года Тушинский совершил убийство 16-летней Кристины Орловой. Поисковая операция вновь ничего не дала, поскольку, как и в случае с Беспрозванной, преступник тщательно скрыл место захоронения её тела.
Последнее убийство Тушинский совершил 16 февраля 2014 года в Петропавловске-Камчатском. Преступник предложил 20-летней Ирине Ходос подвезти её, однако получил отказ. «Я просто остановился и по-дружески предложил подвезти её, а она стала хамить. Схватилась за телефон, кому-то начала набирать и грозить, что вызовет полицию. Я испугался, сел в машину, но потом подумал, что она ещё может обвинить меня в том, что я к ней пристаю», — рассказывал впоследствии убийца. Мужчина нанёс девушке более 20 ножевых ранений, после чего она скончалась, и оставил тело на автобусной остановке «Степная», где впоследствии его и обнаружили.

### Задержание
После убийства Ирины Ходос следователи через СМИ обратились за помощью к местным жителям, рассчитывая на то, что среди них могут быть свидетели преступления. Через некоторое  время в краевое управление МВД пришёл мужчина, проезжавший мимо остановки на своём автомобиле в то время, когда, по версии следствия, было совершено убийство. Камера видеорегистратора запечатлела припаркованную рядом с местом убийства машину Toyota Hilux Surf; её номера на записи видны не были, однако в кадр попала надпись «PICK UP» на кабине. Сотрудники правоохранительных органов установили, что данный автомобиль принадлежит Тушинскому, в ночь на 17 февраля мужчину задержали.
В салоне машины Тушинского были обнаружены топор, электрошокер, пневматический пистолет, а также женские колготки и искусственная вагина. Подробнее осмотрев автомобиль, эксперты обнаружили внутри следы крови и волосы Ирины Ходос. Под давлением улик преступник начал давать признательные показания: он не только признался в последнем убийстве, но и в предыдущих преступлениях, а впоследствии указал и места захоронения тел Ольги Беспрозванной и Кристины Орловой. В ходе обыска в квартире убийцы в его компьютере были обнаружены видеозаписи, на которых он совершал насильственные действия в отношении несовершеннолетней падчерицы
Вскоре суд избрал Тушинскому меру пресечения в виде заключения под арест, таким образом удовлетворив ходатайство следствия. Против него было возбуждено уголовное дело по признакам преступлений, предусмотренных пунктом «в» части 3 статьи 132, пунктом «д» части 2 статьи 132 («насильственные действия сексуального характера»), пунктом «в» части 3 ст. 131, пунктом «д» части 2 статьи 131 («изнасилование») и пунктами «а», «в» части 2 статьи 105 («убийство») Уголовного кодекса Российской Федерации.

### Суд
В начале сентября 2015 года дело Тушинского вместе с обвинительным заключением было передано в суд для рассмотрения по существу. Ранее специалисты провели более 60 экспертиз, в том числе комплексная судебная психолого-сексолого-психиатрическая, которая выявила у мужчины признаки расстройства сексуального предпочтения — педофилию, при этом он был признан вменяемым. При этом следователям не удалось найти доказательств того, что жертвы убийцы подвергались сексуальному насилию. Сам судебный процесс начался 7 октября 2015 года в Камчатском краевом суде.
В ходе судебного расследования было рассмотрено более 70 томов уголовного дела. 27 января 2016 года начались судебные прения. Государственный обвинитель попросил суд назначить подсудимому окончательное наказание в виде пожизненного лишения свободы. Потерпевшие по делу, которые также выступили в прениях, поддержали позицию обвинения. Защитник Тушинского со своей стороны просил назначить более мягкое наказание.
После завершения прений суд принял решение назначить последнее слово подсудимого на 9 февраля, однако в назначенный день Тушинский оказался не готов к нему, в результате чего заседание было перенесено и состоялось 11 февраля. В последнем слове мужчина признал свою вину по всем пунктам обвинения и вместе с тем обратил внимание суда на имеющиеся в материалах дела противоречия в показаниях потерпевшей, свидетелей, а также недопустимость ряда доказательств. Помимо прочего Тушинский попросил прощения у потерпевших и заявил, что «примет любое справедливое наказание».
19 февраля 2016 года состоялось заключительное заседание по делу. Тушинский был признан виновным по всем пунктам обвинения и приговорён к пожизненному лишению свободы с отбыванием наказания в колонии особого режима. Также суд удовлетворил гражданские иски родственников жертв на сумму 12 миллионов рублей, а также обязал подсудимого выплатить 500 тысяч рублей своей падчерице. Приговор огласил судья Камчатского краевого суда Дмитрий Урбан.
Защита Тушинского оспорила приговор. В июле 2016 года коллегия Верховного Суда Российской Федерации рассмотрела дело по видеосвязи с участием самого осужденного и троих потерпевших по делу и в итоге оставила приговор без изменения.

### Смерть
После вступления приговора в силу Тушинский был этапирован для отбывания наказания в колонию особого режима «Вологодский пятак». С Камчатки его доставили в следственный изолятор в Хабаровске, где поместили в одиночную камеру под усиленный надзор, который, в частности, предполагал круглосуточное видеонаблюдение.
5 августа 2016 года Тушинский умер. Согласно официальной информации, причиной смерти послужила «внезапная остановка сердца без признаков насильственной смерти»: как сообщили в пресс-службе УФСИН России по Хабаровскому краю, в 17:50 от младшего инспектора поступила информация о том, что преступнику стало плохо. Медработник, осмотревший его в камере, вызвал бригаду скорой медицинской помощи. В 18:58 заключенного доставили в реанимационное отделение Краевой клинической больницы № 2 Хабаровска. В 20:05 врач реаниматолог-анестезиолог констатировал смерть Тушинского.